# 平鰭鰍鮀
平鳍鰍鮀（学名：Gobiobotia homalopteroidea）为輻鰭魚綱鯉形目鲤科鰍鮀屬的鱼类，是中国的特有物种。分布于黄河水系等。该物种的模式产地在甘肃兰州。本魚身體些微地扁平，頭部與胸部厚且寬，腹部平坦，尾柄扁長形，頭部大，吻鈍且呈錐形，在頂端上有細的皮膚摺層； 觸鬚4對，體長可達7.9公分。

## 扩展阅读
維基物種上的相關：平鳍鰍鮀
- 黄河土著鱼类列表